# Higini Clotas i Cierco
Higini Clotas i Cierco (n. Barcelona, Cataluña, 27 de mayo de 1947) es un político español, inicialmente vinculado durante más de una década al mundo editorial, que abandonó para dedicarse de pleno a la tarea parlamentaria cuando fue elegido, en abril de 1980, diputado del Parlamento de Cataluña. Hermano del también político socialista, Salvador Clotas. 
Ha cursado estudios de arquitectura técnica en la Escuela Técnica Superior de Arquitectura de Barcelona (ETSAB). 
Ha sido director de la editorial DOPESA así como director y editor técnico de la colección de libros “Temas Universitarios” y “Conocer”. 

## Dedicación política
Afiliado a la entonces Federación Catalana del PSOE (1977) fue posteriormente miembro fundador del Partido de los Socialistas de Cataluña (PSC-PSOE, 1978), ostentando en él y durante diversos períodos los siguientes cargos:
- Miembro de la Comisión Ejecutiva (1978-2004)
- Secretario de Estudios y Documentación (1978-1980)
- Secretario Nacional (1980-1982)
- Secretario del Área Política Parlamentaria (1982-2000)
- Secretario del Área del Estatuto y Leyes Básicas (2000-2004)
- Miembro del Comité Federal del Partido Socialista Obrero Español (PSOE)

Actualmente es el presidente del Consejo Nacional del Partido de los Socialistas de Cataluña. 

## Vida parlamentaria
Es el único diputado del Parlamento de Cataluña que ostenta dicha credencial, ininterrumpidamente, desde 1980. Ha sido portavoz del Grupo Parlamentario Socialista (1984-1999) y, a día de hoy, es el vicepresidente Primero de la Cámara (VI, VII y VIII legislaturas).
Durante la VII Legislatura participó activamente en el proceso de elaboración del nuevo Estatuto de Autonomía de Cataluña de 2006, formando parte de la Comisión Mixta que defendió el texto ante el Congreso de Diputados y el Senado.